# John Monson (11e baron Monson)
Pour les articles homonymes, voir Monson.
John Monson, 11e baron Monson (3 mai 1932 - 12 février 2011), est un pair héréditaire britannique et un membre crossbencher de la Chambre des lords. Il est l'un des quatre-vingt-dix pairs héréditaires élus pour rester à la Chambre après l'adoption de la loi de 1999 sur la Chambre des lords. Il est un militant des libertés civiles et président de la Society for Individual Freedom.

## Biographie
Fils de John Roseberry Monson, 10e baron Monson, et de Bettie Northrup Powell, il fait ses études au Collège d'Eton dans le Berkshire et au Trinity College de Cambridge, où il obtient un baccalauréat en 1954. En 1958, Monson succède à son père à la baronnie.
Monson épouse Emma Devas, fille d'Anthony Devas et de Nicolette Macnamara, le 2 avril 1955. Le couple a trois fils, dont Nicolas qui lui succède. Le fils de Nicholas, Alexander, est mort alors qu'il était en garde à vue au Kenya en mai 2012 (selon une décision de justice kényane de 2018, il a été assassiné par la police).